# Recke
Recke is een plaats en gemeente in de Duitse deelstaat Noordrijn-Westfalen, gelegen in de Kreis Steinfurt. De gemeente Recke telt 11.394 inwoners (31 december 2020) op een oppervlakte van 53,62 km².

## Indeling van de gemeente
De gemeente Recke bestaat uit de volgende vier Ortsteile : 
- Recke, ca. 6.500 inwoners
  - met de bijbehorende gehuchten  Langenacker, Harhof, Feldkante en Twenhusen
- Steinbeck, ca. 2.200 inwoners, ten zuiden van Recke zelf en het Mittellandkanaal
  - met de bijbehorende gehuchten  Bad Steinbeck, Püttenbeck, Mertensberg en Buchholz
- Obersteinbeck, ruim 1.500 inwoners, ten westen van Steinbeck
- Espel, ca. 1.200 inwoners, aan de zuidoostkant van Recke, op de grens met de gemeente Mettingen

Van de christenen onder de bevolking is ongeveer 75 % rooms-katholiek en 25% protestant.

## Ligging, verkeer, vervoer
Recke ligt aan de noordkant van het Tecklenburger Land nabij de deels reeds in de geologische periode Carboon ontstane heuvelrug met de naam Ibbenbürener Bergplatte. Een groot deel van deze heuvelrug draagt de naam Schafberg; het westelijk deel wordt ook wel Dickenberg genoemd. Zuidelijke buurgemeente is Ibbenbüren (afstand over de weg, van centrum tot centrum, ca. 12 km).
De gemeente Recke ligt tamelijk ver van Autobahnen verwijderd. Het dichtste bij ligt nog de A30 Amsterdam-Berlijn met een afrit even bezuiden Ibbenbüren.
Wel zijn er goede, maar soms wel smalle, binnenwegen naar alle omliggende plaatsen.
Aan de spoorlijn Osnabrück - Altenrheine heeft Recke een station. Op deze lijn rijden alleen goederentreinen, en 1 x per jaar op Tweede Pinksterdag een toeristische stoomtrein. Wel werd nog in 1994 een nieuwe spoorbrug over het Mittellandkanaal in deze lijn aangelegd.
Tussen Recke en station Osnabrück Hauptbahnhof v.v. rijdt ieder uur een -sedert ca. 2006 in de spitsuren vaak overvolle-  streekbus.
Er zijn plannen, om de spoorverbinding Recke -Mettingen - Osnabrück Hauptbahnhof voor reizigersverkeer te heropenen. Een beslissing hierover wordt tussen 2020 en 2025 verwacht.
Recke heeft een binnenhaven aan het Mittellandkanaal, dat dwars door de gemeente loopt.

## Economie

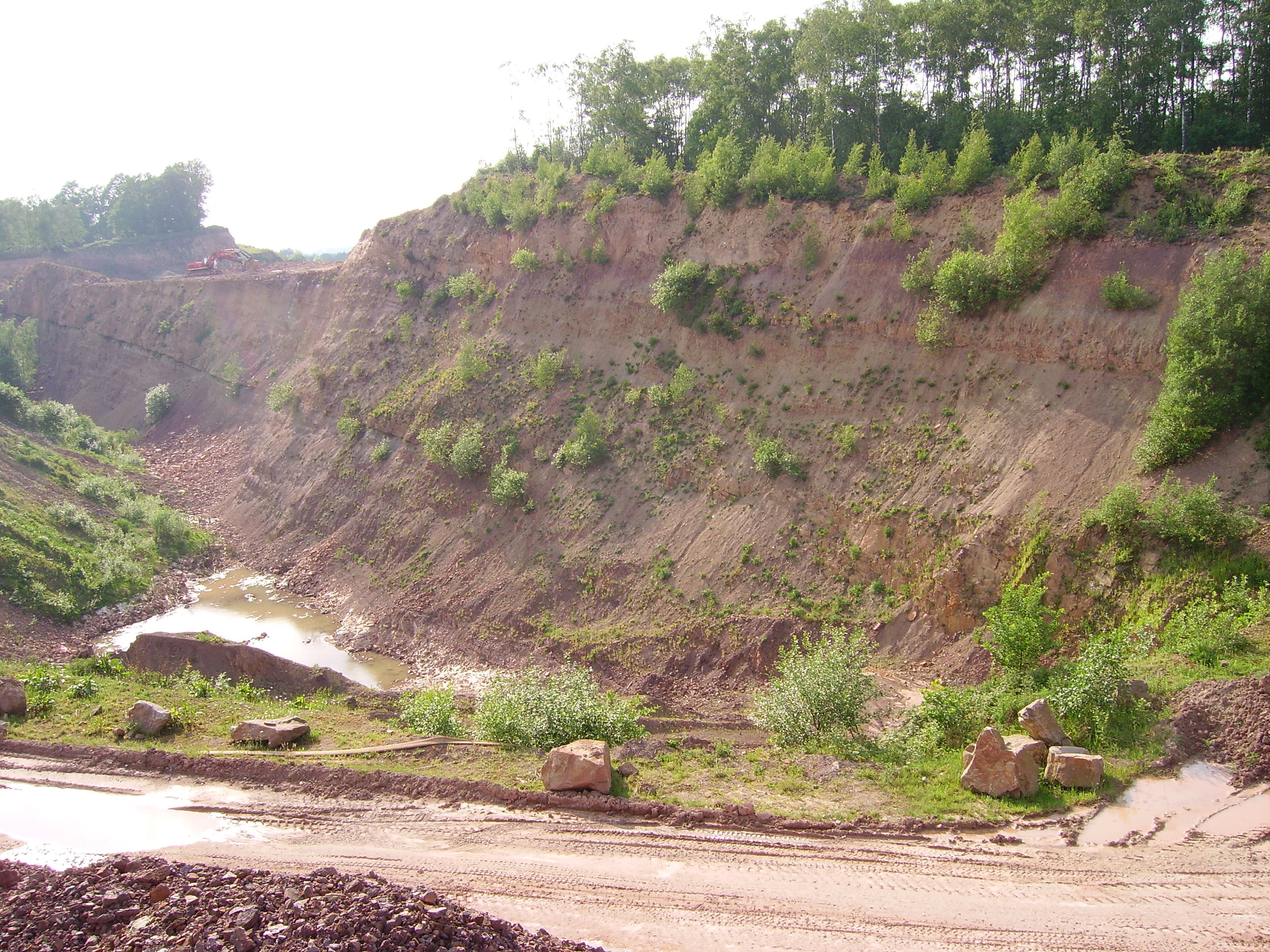
Steengroeve Kälberberg, Obersteinbeck
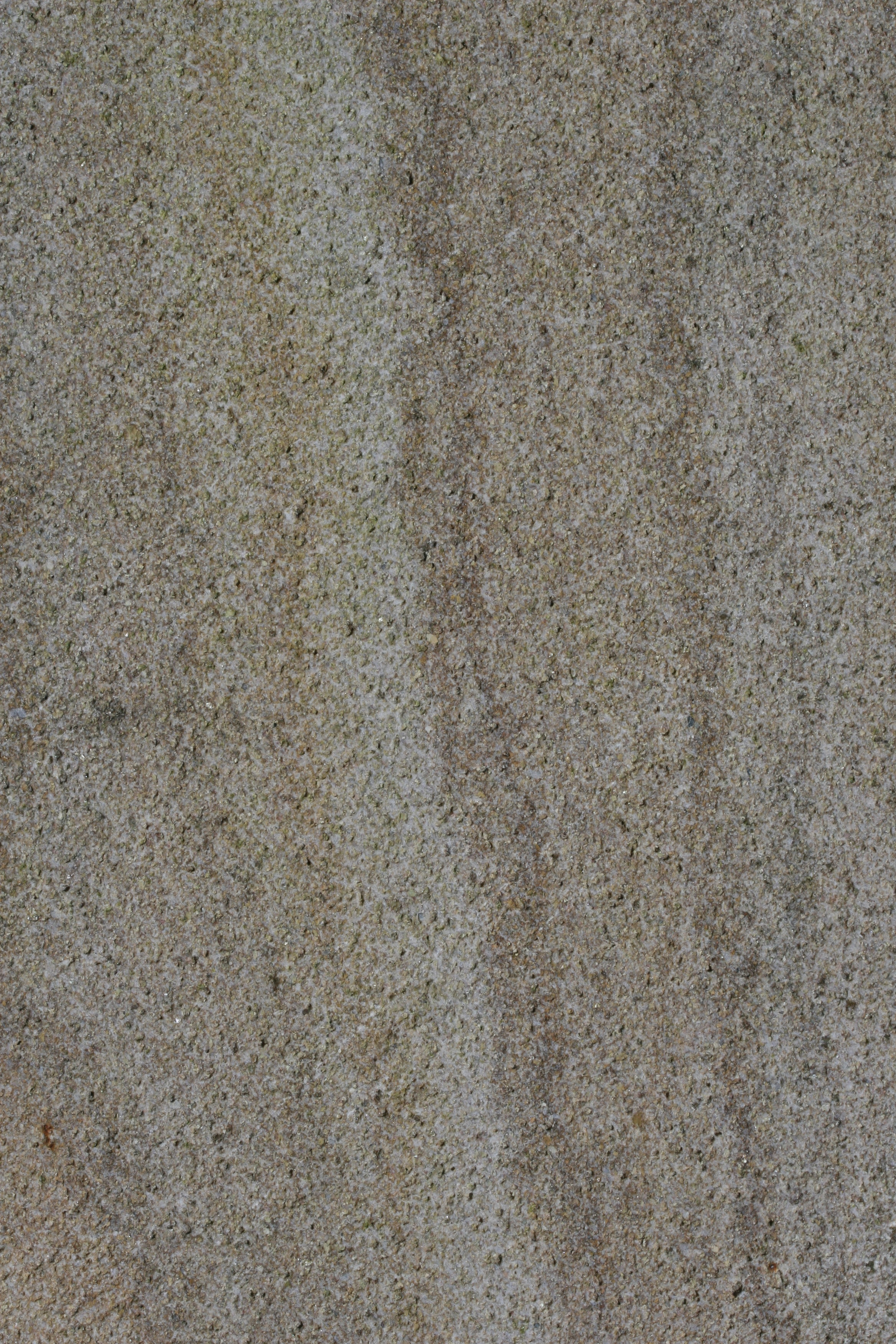
Een blokje Ibbenbürener zandsteen, zoals deze ook te Recke gedolven wordt.
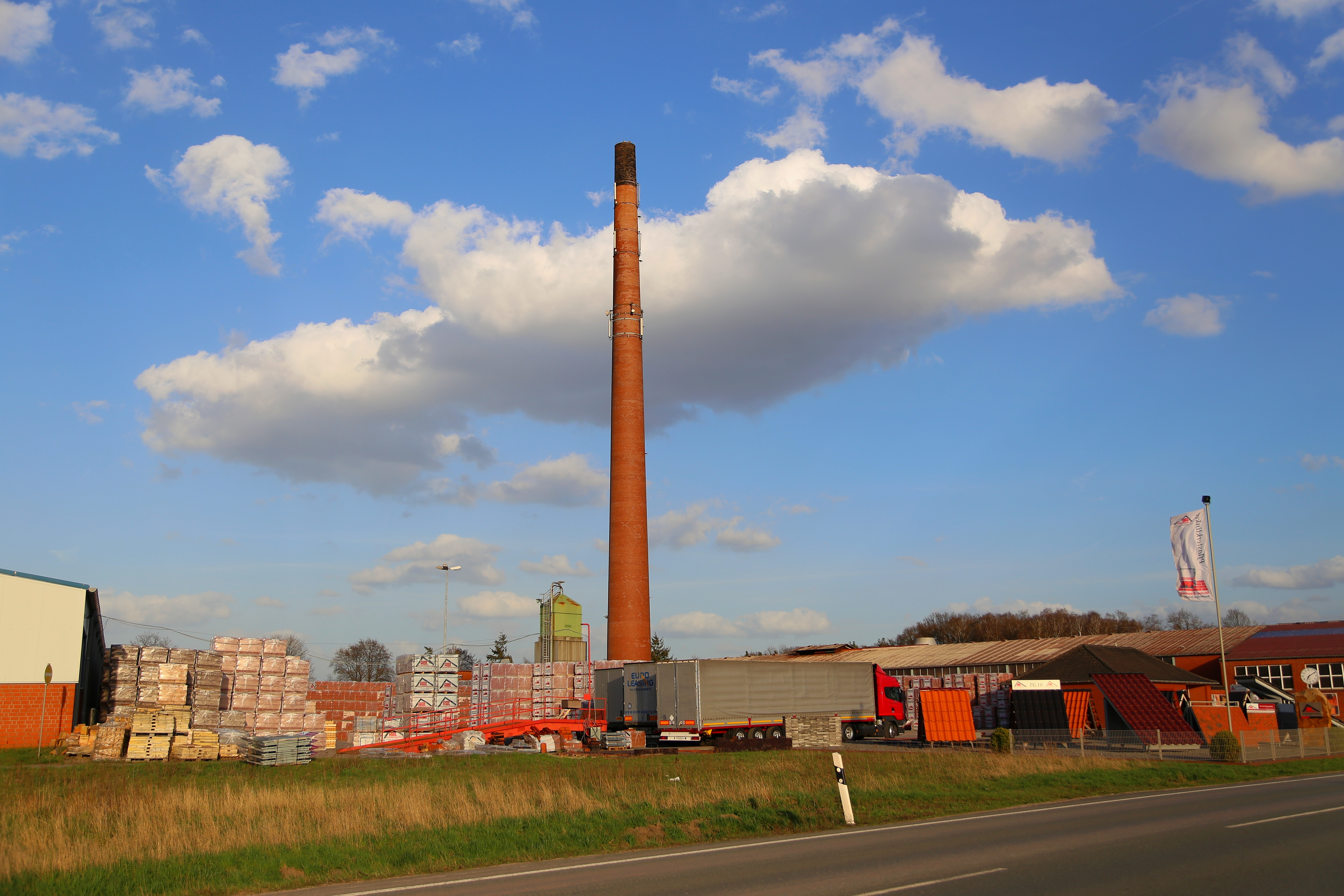
De ABC-steenfabriek te Espel
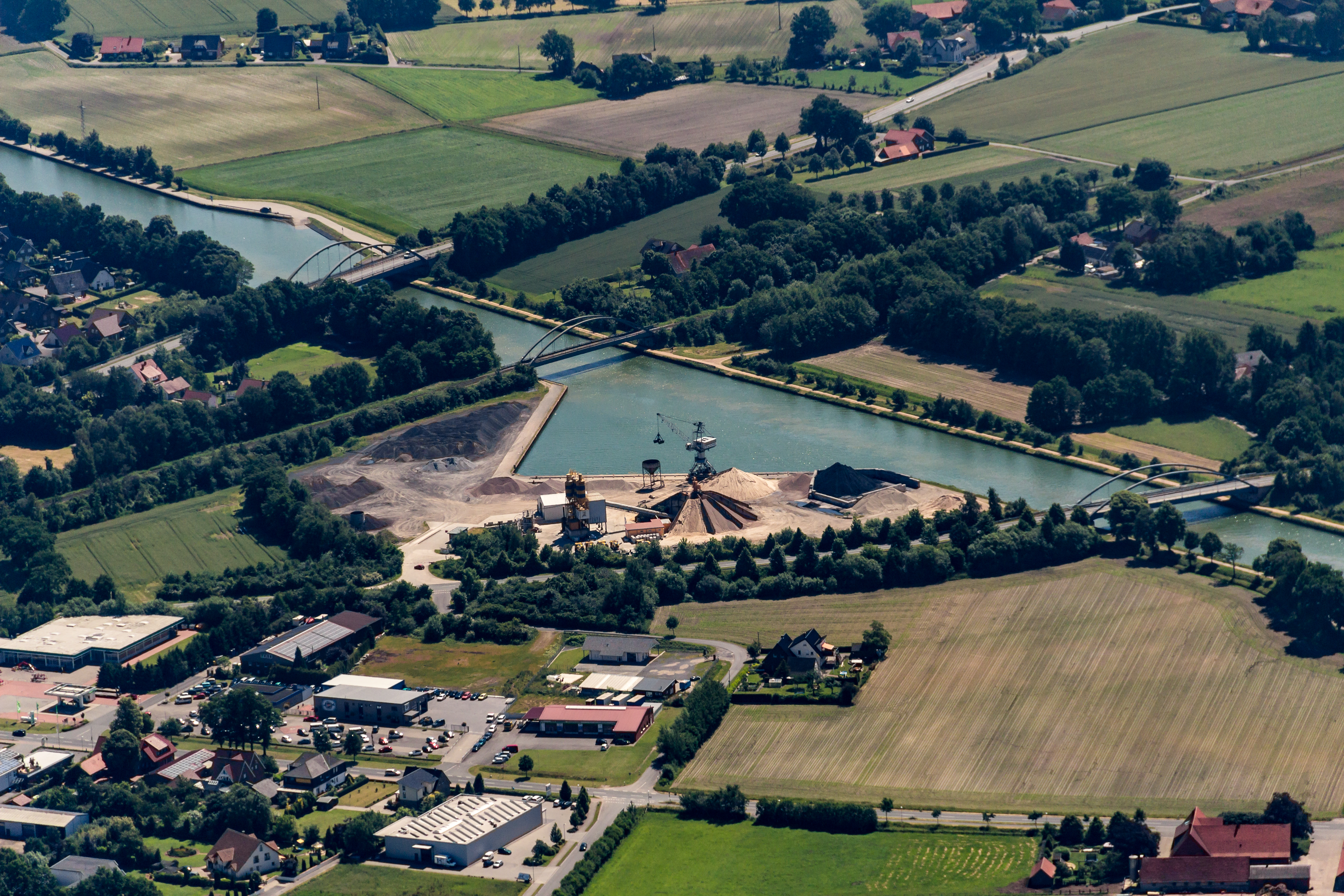
Binnenhaven Recke

In Recke wordt zandsteen gedolven. Met name de uit de geologische periode Westfalien daterende, kwartshoudende, relatief goed tegen erosie bestand zijnde zandsteen van de Dickenberg wordt nog afgegraven in steengroeven. De steengroeven bevinden zich in Dickenberg en Uffeln (gemeente Ibbenbüren) en in Obersteinbeck en Steinbeck (gemeente Recke). Verspreid liggen er verlaten steengroeven in het landschap, waar de natuur haar greep op heeft hernomen. Enkele van deze verlaten steengroeven vertonen een ecologisch waardevolle ontwikkeling en zijn reeds, of worden wellicht in de toekomst, tot natuurreservaat verklaard.
Espel heeft als belangrijkste werkgever de ABC-steenfabriek.
In de gemeente wonen verder veel woonforensen, mensen die een werkkring in omliggende plaatsen hebben.

## Geschiedenis
Recke en Espel bestonden, blijkens kerkelijke oorkondes, reeds in de 12e eeuw.
Evenals buurgemeente Ibbenbüren, behoorde het in de middeleeuwen aanvankelijk tot het Graafschap Tecklenburg en vanaf 1515 tot het (Boven-)graafschap Lingen. Bij de Vrede van Münster van 1648 viel dit graafschap aan het Nederlandse Huis Oranje-Nassau toe. Met een korte onderbreking door een bezetting door het Prinsbisdom Münster(1672-1674), bleef het Bovengraafschap Lingen in handen der Oranjes, totdat het in 1702 aan het Koninkrijk Pruisen viel.
Recke geldt, evenals het aangrenzende Mettingen, als Töddendorp, vanwaar vanaf ca. 1680 -1860 veel marskramers met textiel e.d. jaarlijks naar Nederland reisden om daar hun waren te verkopen.
Tot 1974 was de turfwinning in het Recker Moor economisch belangrijk, niet alleen voor de productie van turfmolm, maar ook voor de brandstofvoorziening van de inwoners van Recke. In 1991 werden de laatste turven gestoken in dit hoogveen, dat thans natuurreservaat is.
Obersteinbeck ontstond rond 1953 als arbeidersdorp voor een grote melkfabriek, die er van ca. 1953 tot ca. 1985 gestaan heeft.

## Bezienswaardigheden en recreatie
- De evangelisch -lutherse kerk in Recke. Deze werd begin 13e eeuw gebouwd van de plaatselijk gewonnen zandsteen. Aan de nog goede staat van deze kerk is te zien, dat deze zandsteen relatief goed tegen erosie bestand is.
- In het noordoosten van de gemeente op de grens met Neuenkirchen (Osnabrück) , Nedersaksen, bevindt zich het 324 ha grote hoogveenreservaat Recker Moor, dat grote ecologische waarde heeft.
- De rooms-katholieke St. Philippus- en Jacobuskerk in Steinbeck (1890).
- In het gehucht Bad Steinbeck bevindt zich het zwavelbad Steinbeck, een staatlich anerkannte Heilquelle (officieel erkende geneeskrachtige bron). Om deze reden mag het woordje Bad voor de plaatsnaam staan. De in 1823 ontdekte bron trekt patiënten tot uit de verre omtrek aan. Behandeld worden: reumatische aandoeningen, artrose, en kwalen van de gewrichten en de huid.
- Deels in de gemeente Hopsten, deels in de gemeente Recke ligt het 260 ha grote natuurreservaat met de naam Naturschutzgebiet Heiliges Meer – Heupen. In dit in een slenk gesitueerde natuurgebied ligt het 6 ha grote Große Heilige Meer, dat in de 10e eeuw door een natuurlijke onderaardse instorting is ontstaan, maar waaromheen de bevolking talrijke sagen, o.a. over goddelijke strafgerichten, heeft verzonnen. In het natuurgebied liggen in totaal 4 meertjes; verder is er een grote diversiteit aan landschapstypes aanwezig. Aan de straatweg Ibbenbüren- Hopsten, die het gebied doorsnijdt, staat een biologisch onderzoekscentrum met bezoekersinfo.
- Streek- en mandenvlechtersmuseum in de Alte Rüthemühle (watermolen) in Recke
- Dicht bij de binnenhaven voor vrachtschepen ligt aan het Mittellandkanaal ook een jachthaven.
- De, ook veel door mensen van buiten de gemeente bezochte, jaarlijkse carnavalsoptocht trekt gemiddeld 25.000 toeschouwers in Recke.

## Partnergemeentes
- Ommen, Nederland

## Geboren
- Annalena Rieke (1999), voetbalster

## Belangrijke personen in relatie tot de gemeente
- Simon Rolfes (* 21 januari 1982 in Ibbenbüren), profvoetballer, woonde als kind en als tiener in Recke

## Afbeeldingen

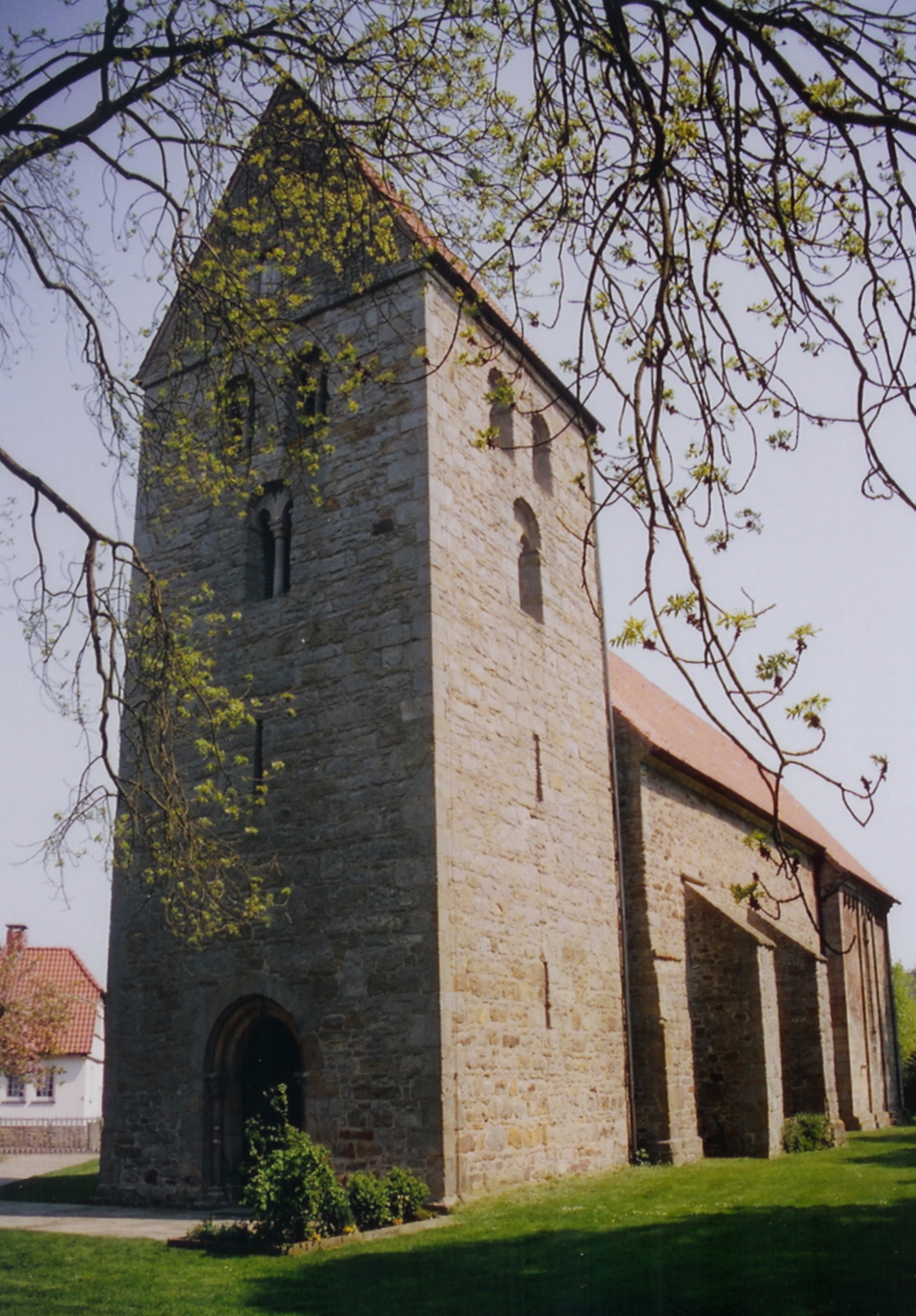
De evang.-lutherse kerk in Recke
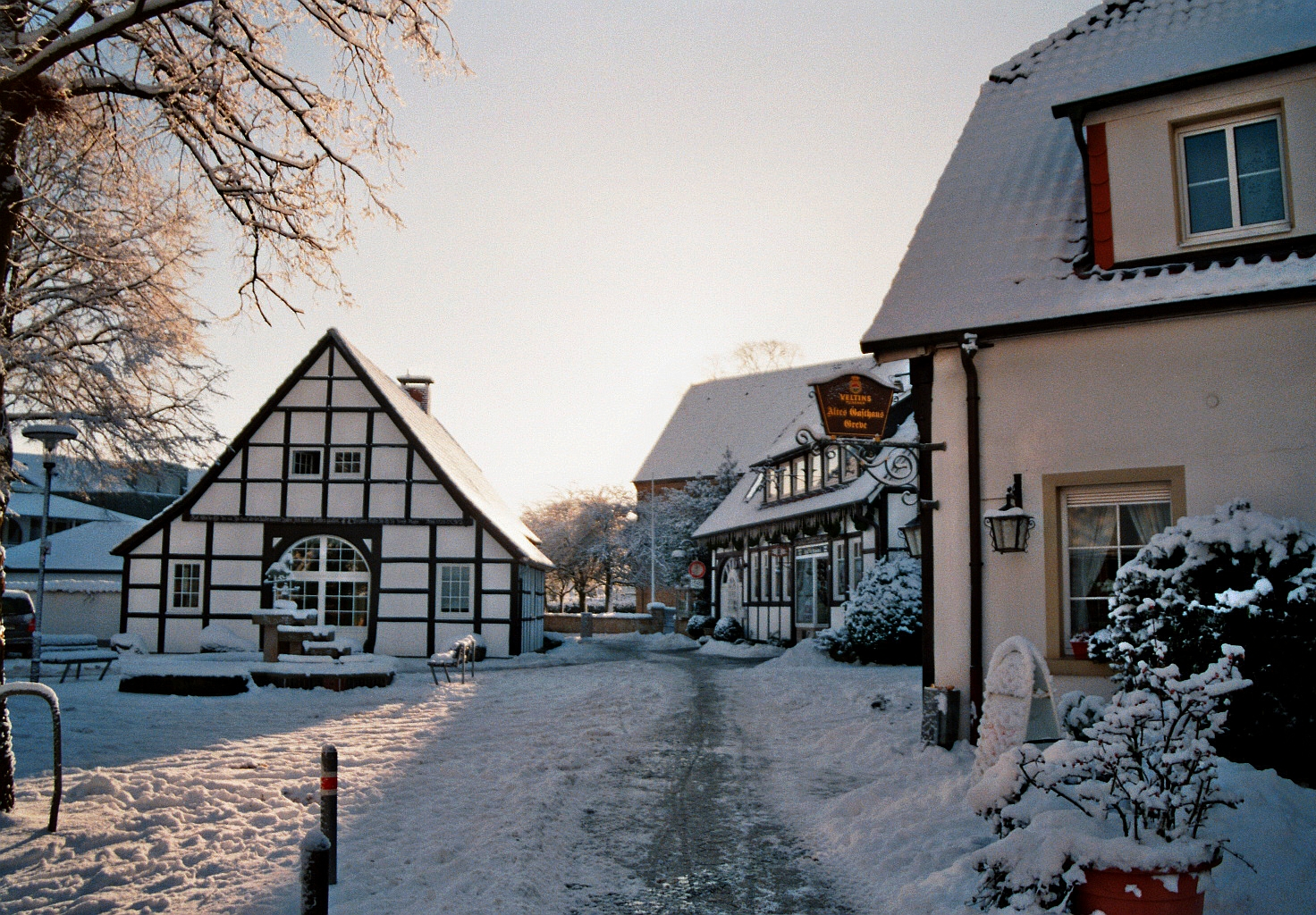
Markt
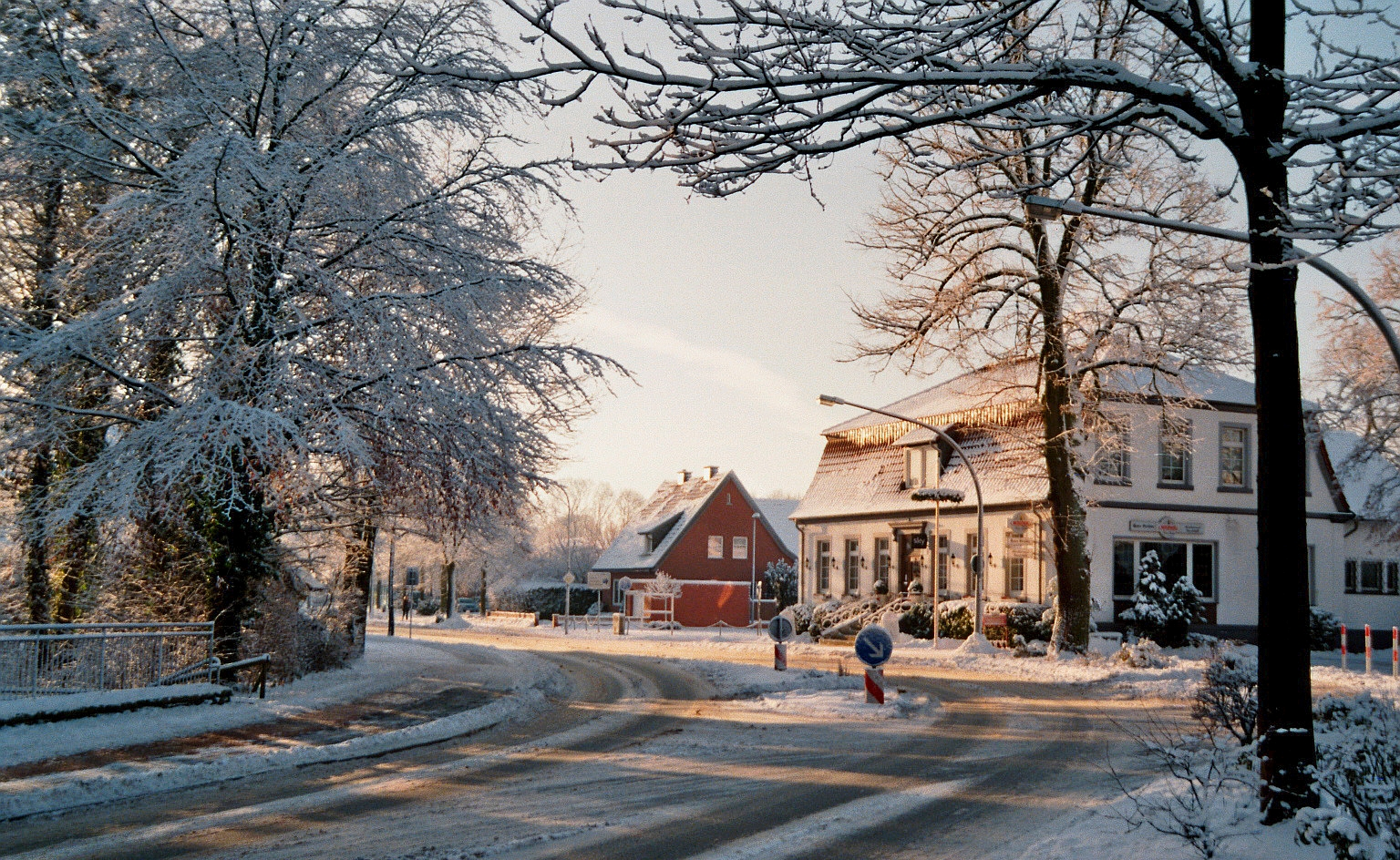
Hauptstraße
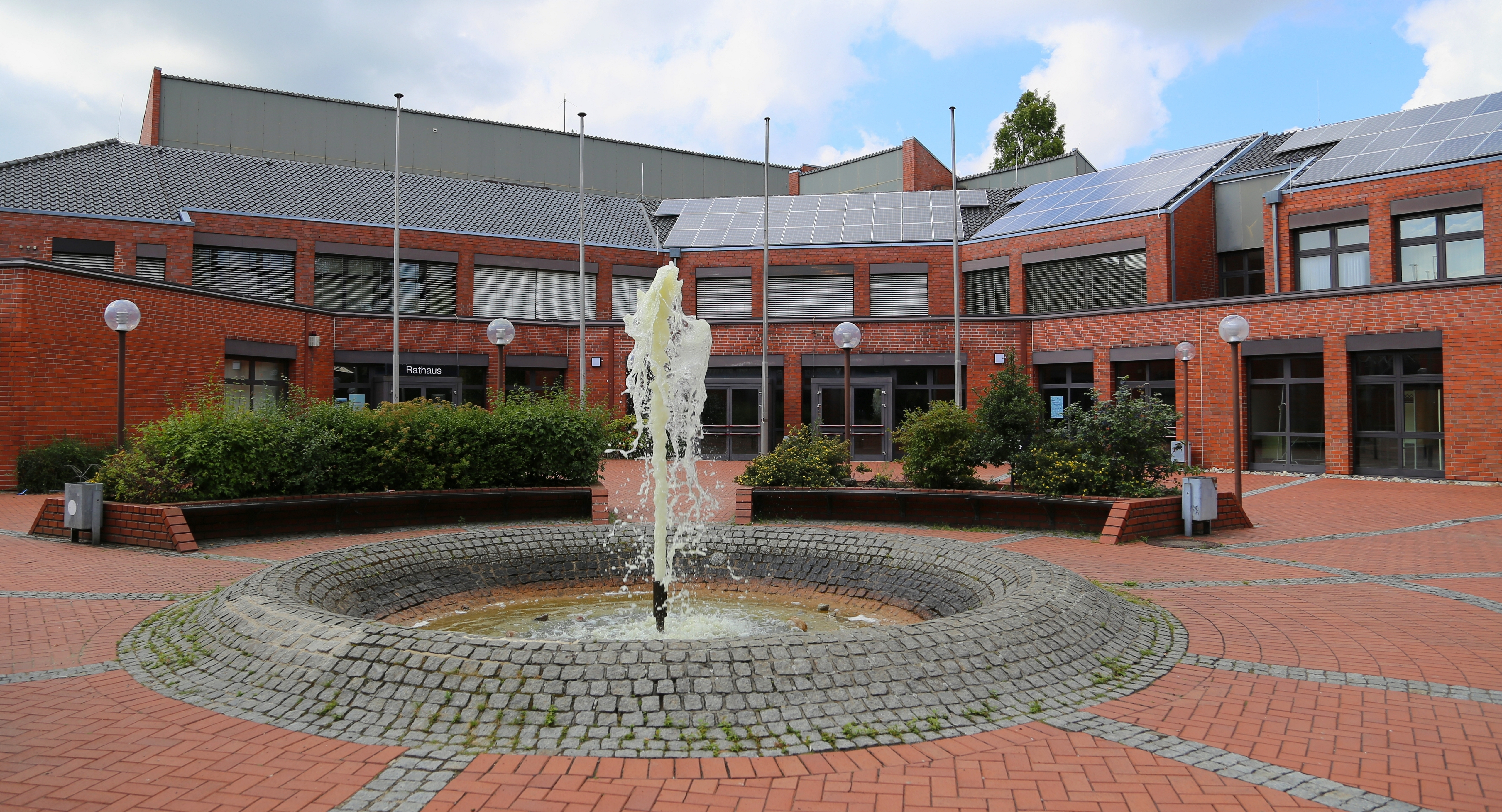
Gemeentehuis
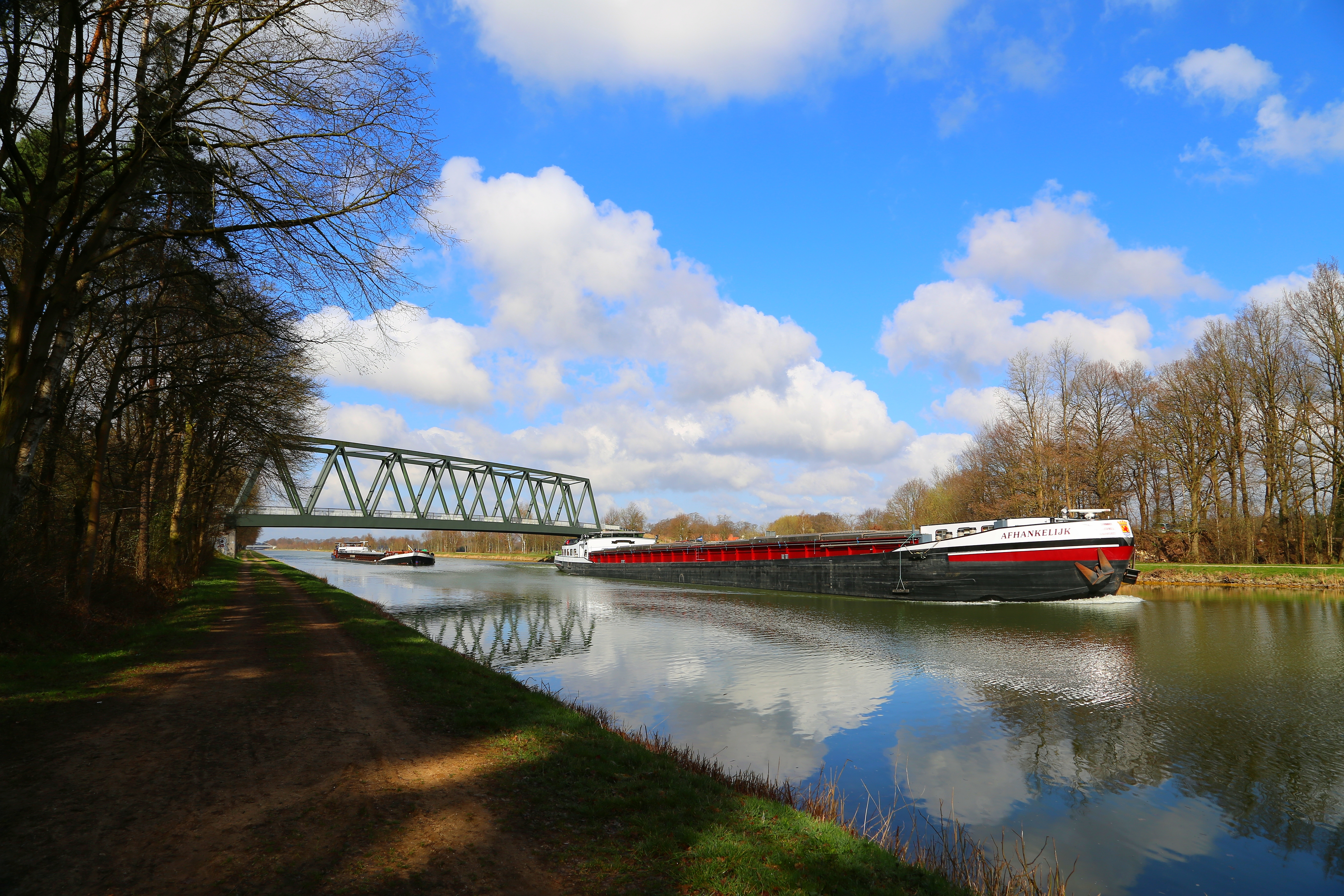
Mittellandkanal bij Recke
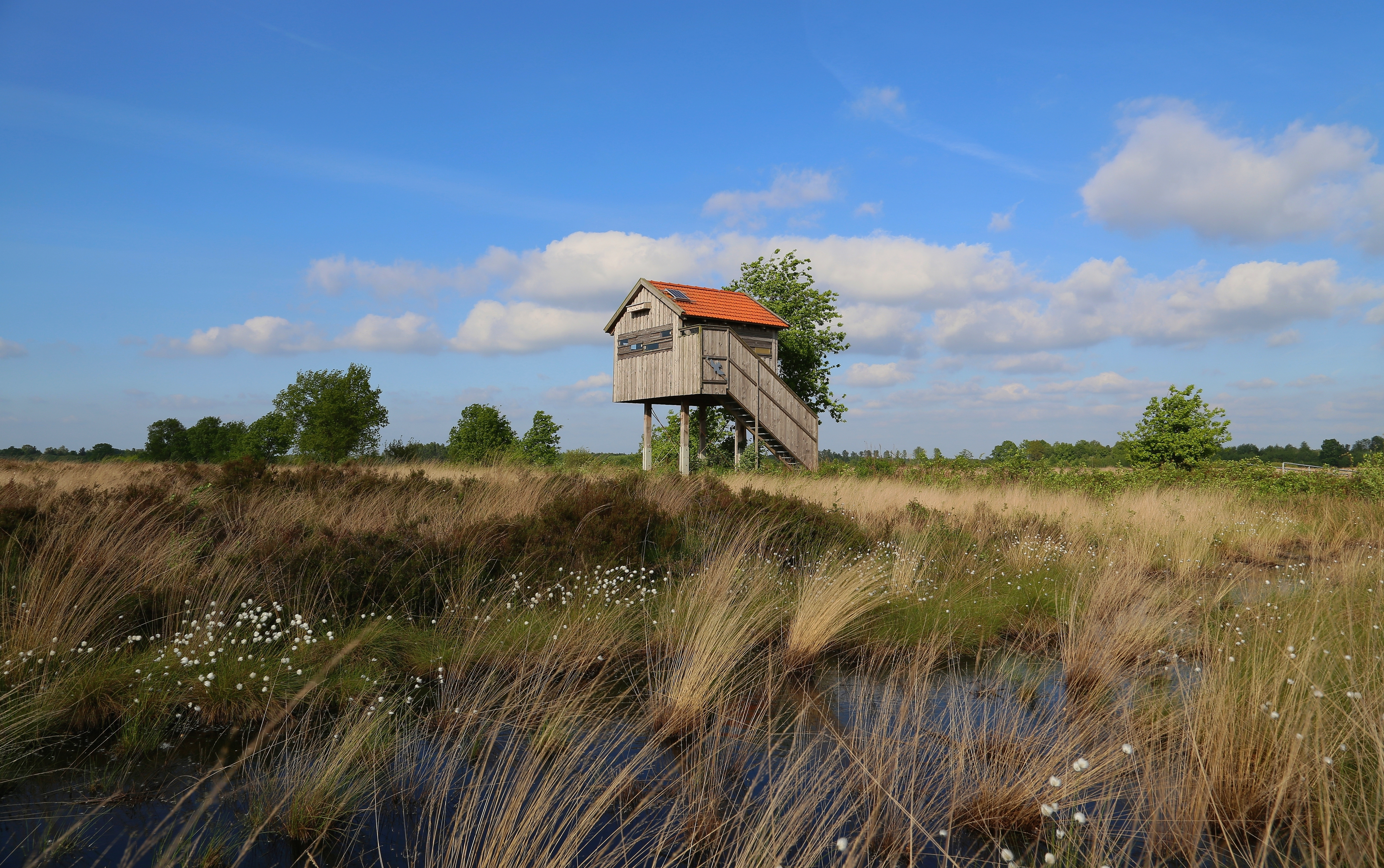
Natuurreservaat Recker Moor
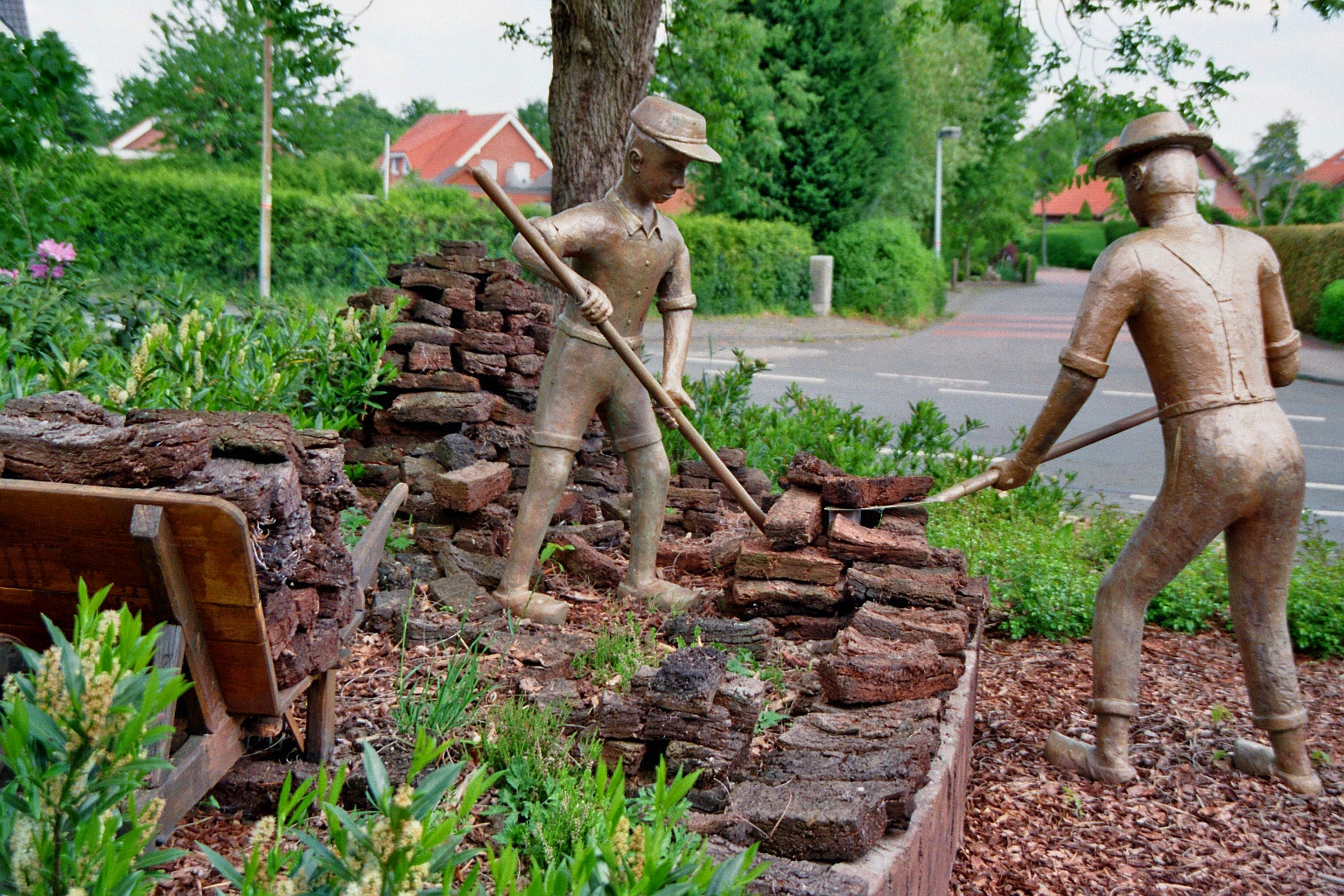
Monument Recker Moor:vader en zoon turfsteker
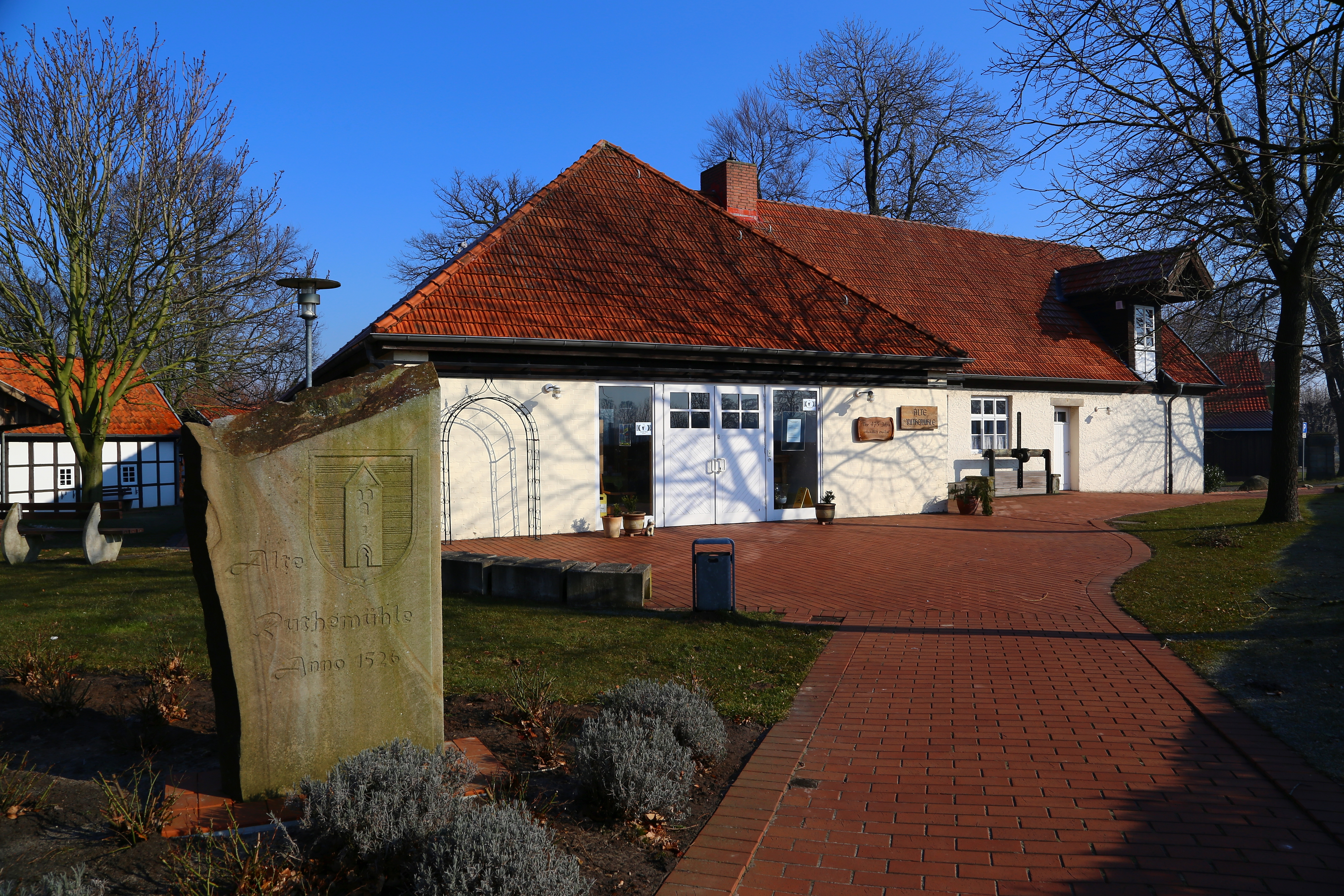
Alte Ruthemühle
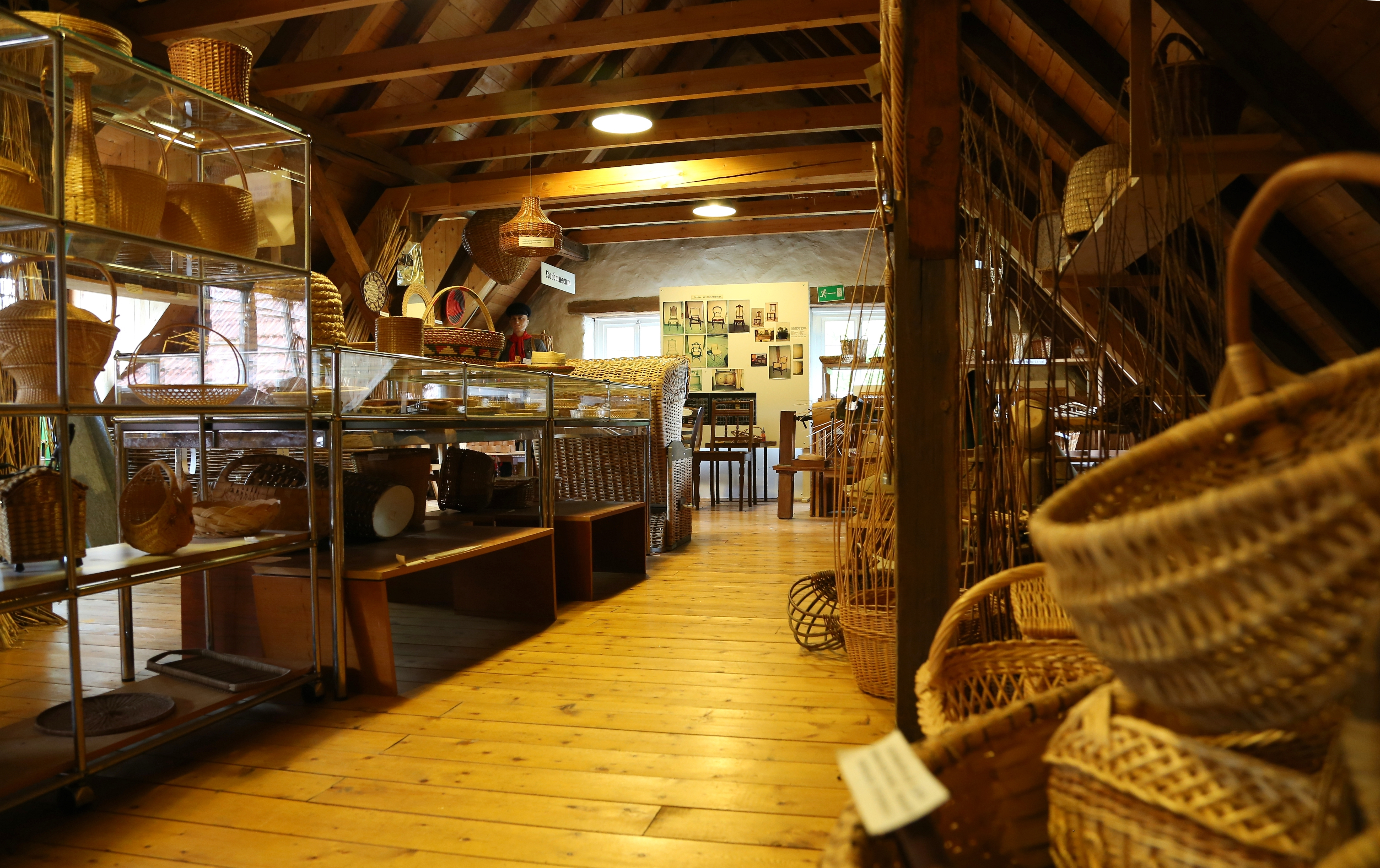
Alte Ruthemühle, Heimat- und Korbmuseum
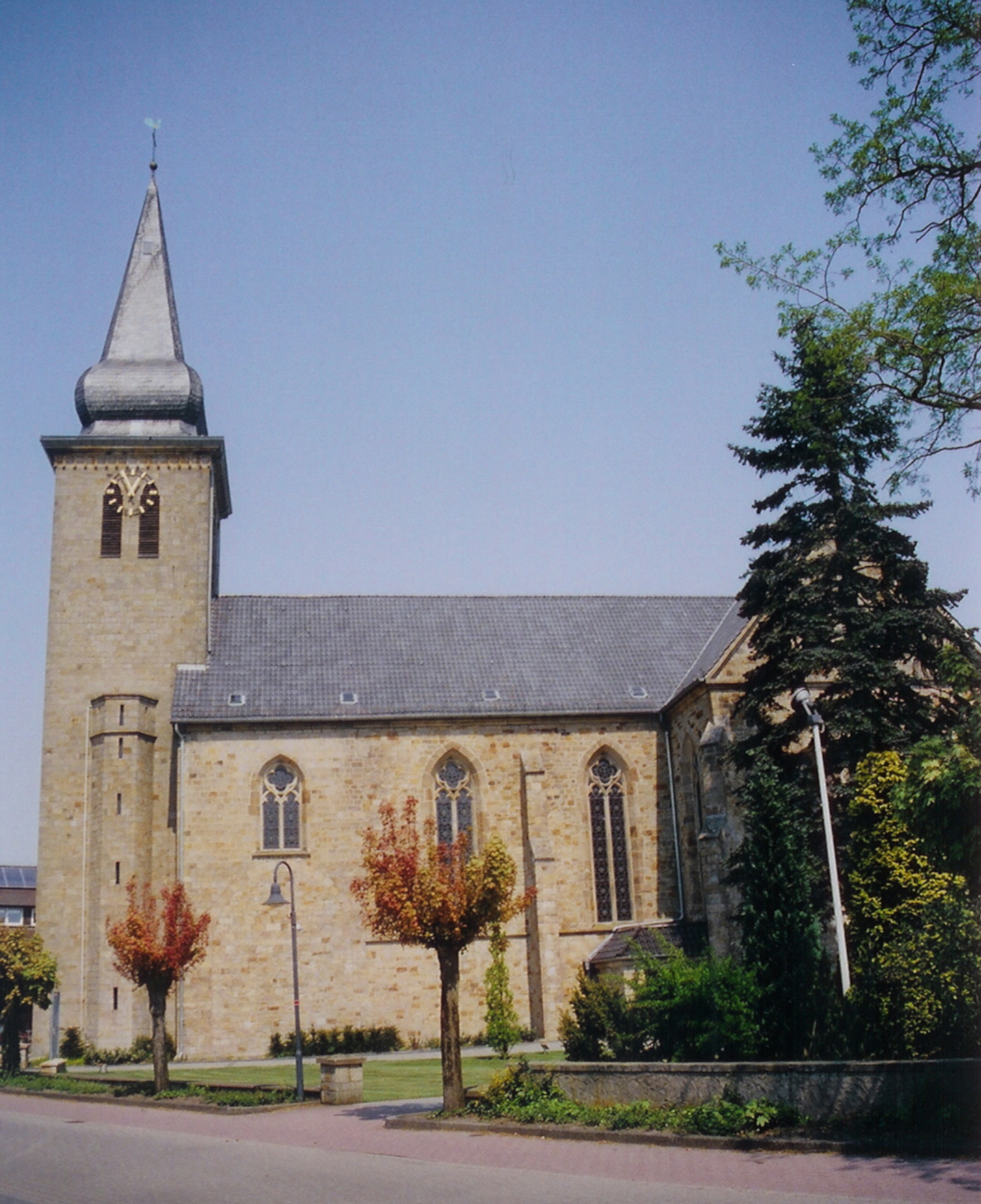
De rooms-katholieke St. Philippus- en Jacobuskerk in Steinbeck
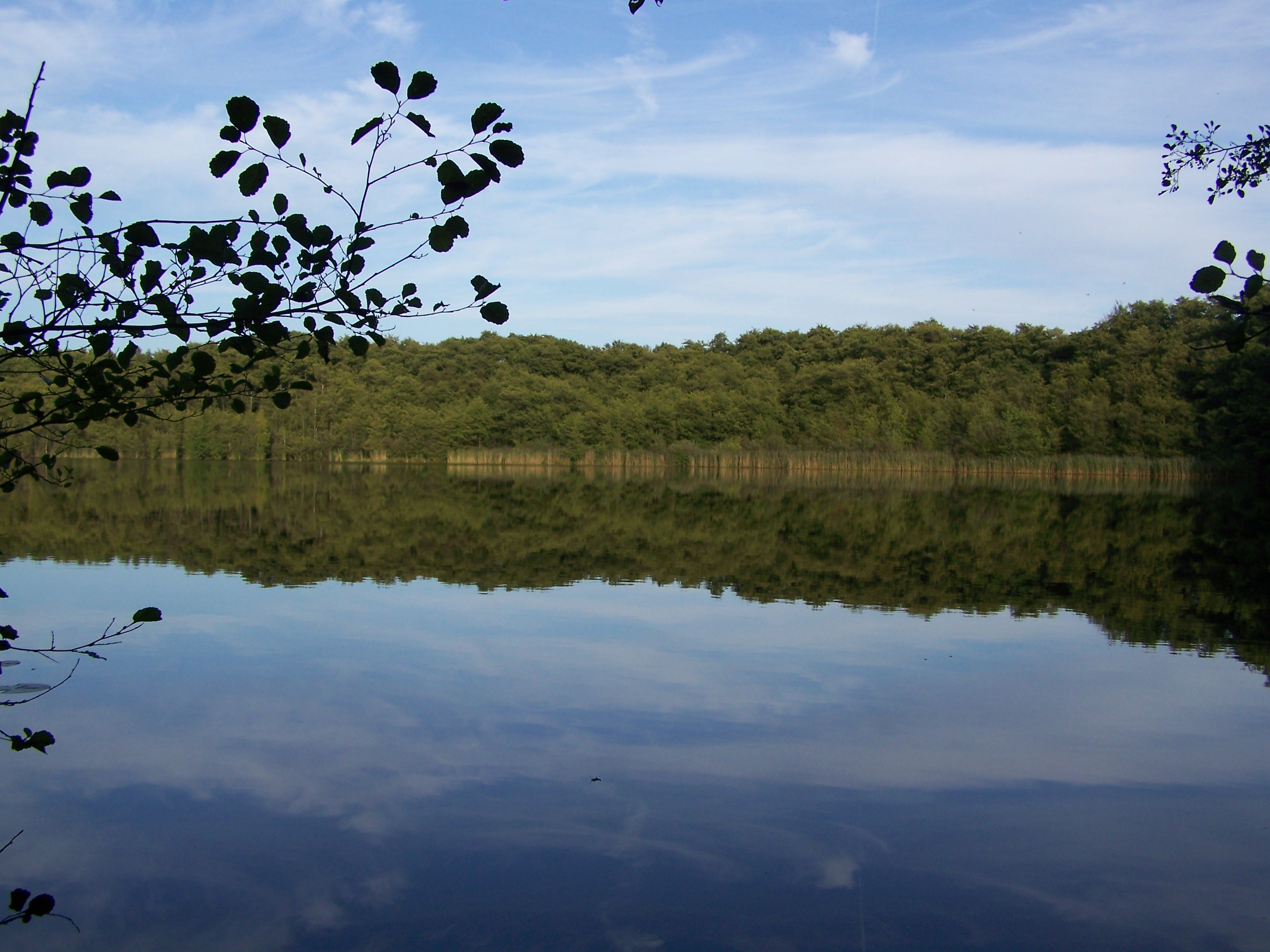
Het Große Heilige Meer

Altenberge · Emsdetten · Greven · Hopsten · Hörstel · Horstmar · Ibbenbüren · Ladbergen · Laer · Lengerich · Lienen · Lotte · Metelen · Mettingen · Neuenkirchen · Nordwalde · Ochtrup · Recke · Rheine · Saerbeck · Steinfurt · Tecklenburg · Westerkappeln · Wettringen